# 루가 (세네갈)

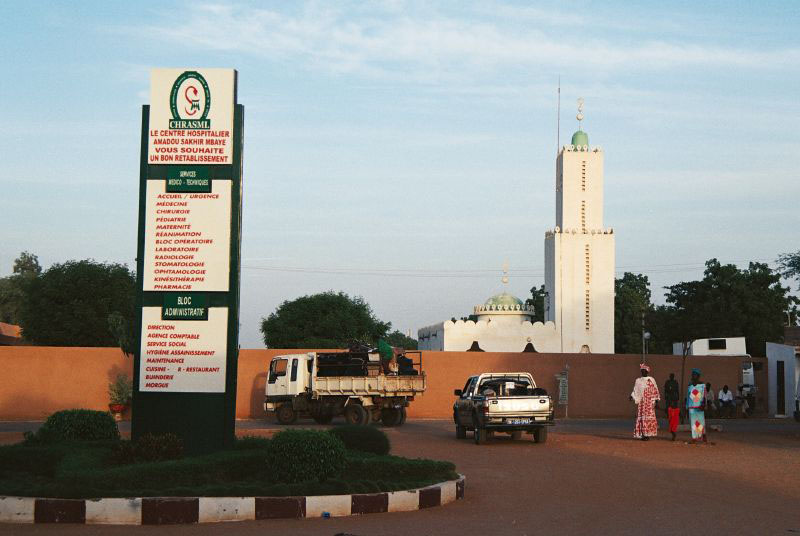

루가(Louga)는 세네갈 북서부에 위치한 도시로, 루가 주의 주도이며 인구는 82,884명(2007년 기준)이다. 다카르에서 북동쪽으로 203km 정도 떨어진 곳에 위치하며 세네갈 가축 거래의 중심지이다.